# Skaffa en häst
Skaffa en häst (engelska: Get a Horse!) är en amerikansk animerad kortfilm med Musse Pigg från 2013.

## Handling
Musse Pigg och hans vänner är ute på en tur med häst och vagn. Plötsligt kommer Svarte Petter som försöker få vagnen att åka av vägen.

## Om filmen
Filmen animerades huvudsakligen för hand och är en hyllning till de äldre svartvita Musse Pigg-filmerna från 1930-talet och innehåller delvis arkiverade röster, bland annat Walt Disneys egen röst som Musse själv.
Filmen är regisserad av Lauren MacMullan och är den första Disney-produktion som regisserats helt och hållet av en kvinna.
Filmen nominerades till en Oscar för bästa animerade kortfilm, men förlorade till förmån för Mr Hublot.
Svarte Petters klädsel i filmen är inspirerad av den klädsel han har i Musse Pigg på bal från 1929.

## Rollista (i urval)

### Arkivmaterial
- Walt Disney – Musse Pigg
- Marcellite Garner – Mimmi Pigg
- Billy Bletcher – Svarte Petter[2]

### Nyinspelade röster
- Russi Taylor – Mimmi Pigg
- Will Ryan – Svarte Petter
- Bob Bergen
- Jess Harnell
- Mona Marshall[2]